# Луквеза Ілунга
Луквеза Ілунга (д/н — бл.1805) — 3-й мвата-казембе (володар) держави Казембе в 1760—1805 роках.

## Життєпис
Син мвати Нгонду Білонди. Небіж мвати Каньємбо Мпемби. Посів трон близько 1760 року. Продовжив успішну загарбницьку політику, розширивши володіння на схід та південний схід.
За його панування було підкорено вождіства народів табва, лунгу і мамбве між озерами Мверу і Танганьїка, встановивши кордон з державою Бемба. Але ці завоювання не мали тривалого характеру.
1796 року сюди прибув перший європеєць — португальський купець Мануель Каетано Перейра, якому він продав багато слонової кістки та рабів. Водночас за свідчення португальців прикорднні землі Казембе страждали через напади племен біса. 1798 року мвата Луквеза Ілунга прийняв португальськогом андрівника Франсишку де Ласерду, що намагався виявити шлях між Анголою і Мозамбіком. Намагався встановити прямий торгівельний шлях з португальською факторією Сена на річці Замбезі.
Помер Луквеза Ілунга близько 1805 року. Йому спадкував старший син Каньємбо Келека Маї.